# 나이지리아 육군
나이지리아 육군(영어: Nigerian Army, NA)은 나이지리아군의 육군 부대이다. 그것은 나이지리아 육군 평의회(NAC)에 의해 지배된다. 육군 참모총장은 나이지리아군의 가장 높은 계급의 군 장교이다.

## 역사

### 구성
나이지리아 육군은 그것의 역사를 1863년에 주로 해방된 하우사인 노예들로 구성된 존 하울리 글로버 중위의 순시대로 추적한다. 순시대는 이웃한 아샨티 제국에 의한 끊임없는 군사적 침략으로부터 왕립 나이저 중대와 그것의 자산을 보호하는 주요 목표로 설립되었다. 이 순시대는 서아프리카 영토에서 대영제국의 필요를 충족시키기 위해 규모와 능력이 서서히 증가했고, 나중에 1879년에 각각 가나 연대와 남부 나이지리아 연대가 된 골드 코스트와 하우사 순시대의 핵을 형성했다. 이 연대들은 그 해 초 이집트 군대와 같은 아프리카 식민지 부대의 완전한 재편성의 영국의 노력뿐만 아니라 1897년의 베냉 원정대에서의 영국 군대 경험에 따라 영국 식민지 사무소에 의해 1900년에 왕립 서아프리카 변경군(RWAF)에 편입되었다.

### 독립 및 내전
독립 후 군대를 찢기 시작한 민족적 균열의 뿌리는 일부 보병과 포병을 북쪽에서 끌어올리는 등 식민지 모집 관행에서 비롯되었지만, 제2차 세계 대전 동안 군대가 팽창하는 동안 더 많은 기술 훈련이 필요한 직책을 맡기 위해 더 많은 교육을 받은 남부 사람들의 많은 비율이 동원되었다. 가나와 마찬가지로, 예를 들어 마지막으로 라고스에 도착한 영국군 사령관을 계기로 여론에 양보하기 위해 두 명의 장교가 준장으로 승진하는 등 군대를 "나이지리아화"하라는 상당한 압력이 있었다. 5개 보병 대대와 지원 부대의 8,000명의 병력에서 1970년 나이지리아 내전이 끝날 무렵에는 3개 사단의 약 12만 명으로 병력이 증가했다. 원칙적으로 나이지리아 연방군의 임무는 조직된 적과 근접하여 패배시키는 것에 근본적으로 머물러 있지 않았다.
내전 이후 나이지리아 육군의 급속한 확장은 병력의 질에 있어서 심각한 하락을 목격했다. 나이지리아 육군 지휘 참모들에 의해 감독된 확장 과정은 새로 창설된 중령들이 여단을 지휘하고, 하사와 영장 장교들이 종종 지휘하는 소대와 중대가 있는, 임명된 장교들의 극도의 부족으로 이어졌다. 이것은 나이지리아군 직원들에 의한 잠정적인 지휘 통제와 초보적인 참모 업무라는 결과를 낳았다. 약한 방향의 하나의 결과는 연방 정부의 세 개의 야전 사단이 독립적으로 싸웠고, 사람과 물질을 위해 경쟁했다는 것이다. 1984년의 연구에서 미국 해병대의 마이클 스태포드 소령은 다음과 같이 썼다. "경험이 없고, 훈련이 부족하고, 부적절하게 이끌어진 군인들은 무고한 민간인들에 대한 학살과 보병 전술을 효과적으로 실행하는데 실패함으로써 그들의 전문성 부족과 무질서를 드러냈다." 지휘 경험과 전문성의 실패의 결과 중에는 1967년 아사바 대학살이 있었고, 이보족 혈통의 약 1,000명의 민간인과 개인들의 죽음을 낳았다.

## 장비
나이지리아군의 군수품과 정교함을 지나치게 강조함에도 불구하고, 가공할 하드웨어를 일부 보유함에도 불구하고, 육군은 기술적인 결함과 예외적으로 낮은 수준의 유지 보수로 인해 발목을 잡고 있다. 오스트리아, 브라질, 프랑스, 독일, 이탈리아, 스웨덴, 스위스, 루마니아, 튀르키예, 우크라이나, 소련, 미국 및 영국을 포함하여, 외국의 공급업체들이 넘쳐나고 있어, 물류 또한 복잡하다. 교체 재고의 크기와 범위를 계산하는 것만으로는, 사용 중인 장비의 관리 체계를 고려할 때, 불가능하다.
나이지리아 육군은 14개 제조업체의 62개 카테고리의 최소 82개의 다른 무기 체계와 194종의 탄약을 보유하고 있다.